# NGC 4813
NGC 4813 é uma galáxia lenticular (S0) localizada na direcção da constelação de Virgo. Possui uma declinação de -06° 49' 05" e uma ascensão recta de 12 horas, 56 minutos e 36,0 segundos.
A galáxia NGC 4813 foi descoberta em 23 de Março de 1789 por William Herschel.